# Jaroslav Hellebrand
Jaroslav Hellebrand, né le 30 décembre 1945 à Prague, est un rameur tchèque concourant pour la Tchécoslovaquie.
Il participe à trois éditions des Jeux olympiques consécutives, ceux de 1968, de 1972 et de 1976. À ces derniers, il remporte le bronze sur le quatre de couple.